# 아하이아현
아하이아현(그리스어: Νομός Αχαΐας)은 그리스의 펠로폰네소스반도 북쪽에 위치한 서그리스주의 현이다. 현도는 파트라이다.

## 지리

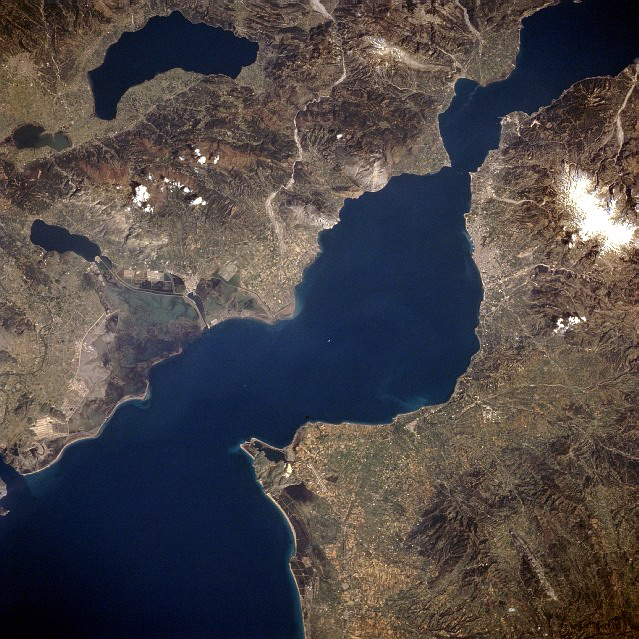
파트라만

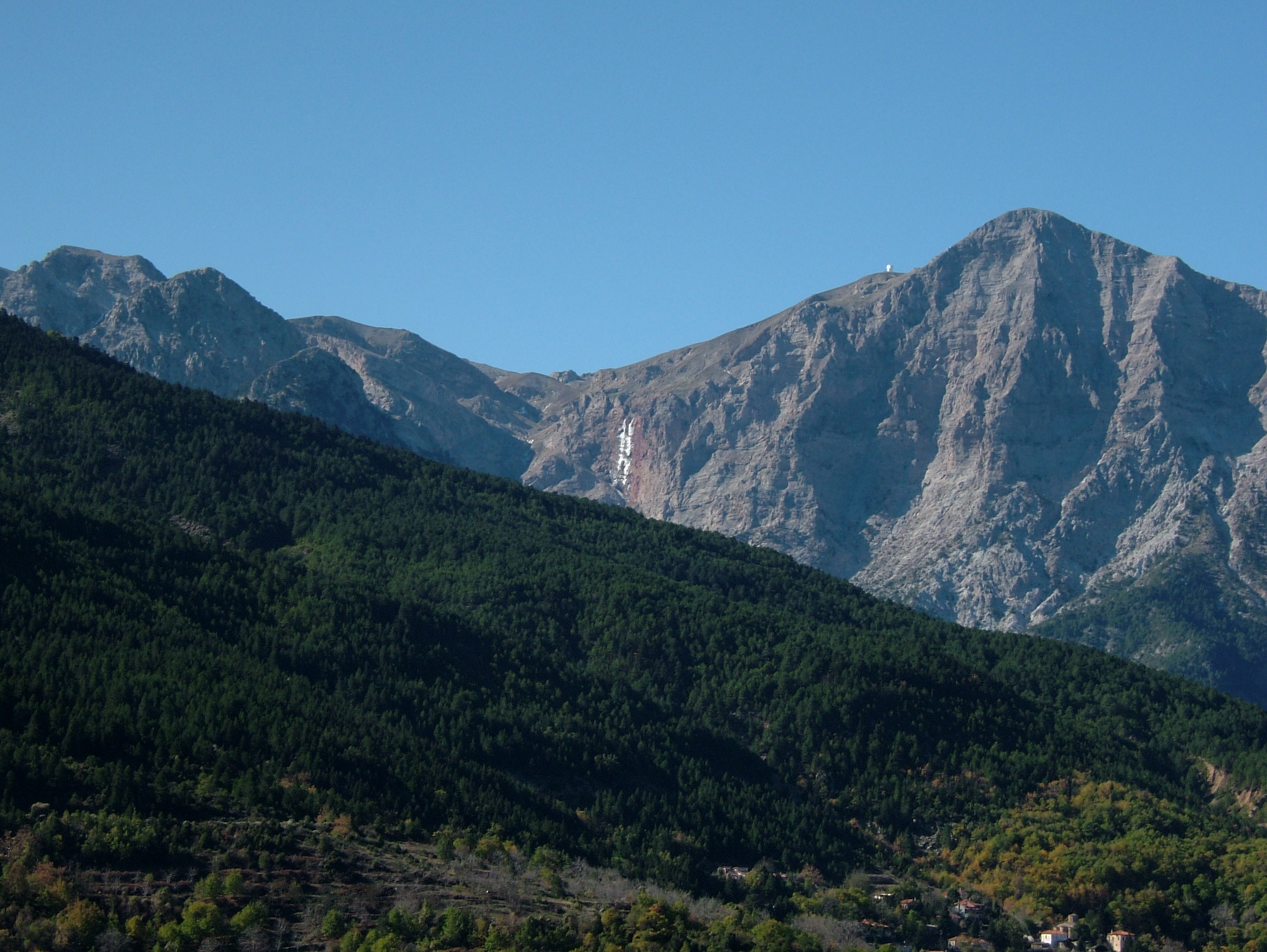
아로아니아산 또는 첼모스산

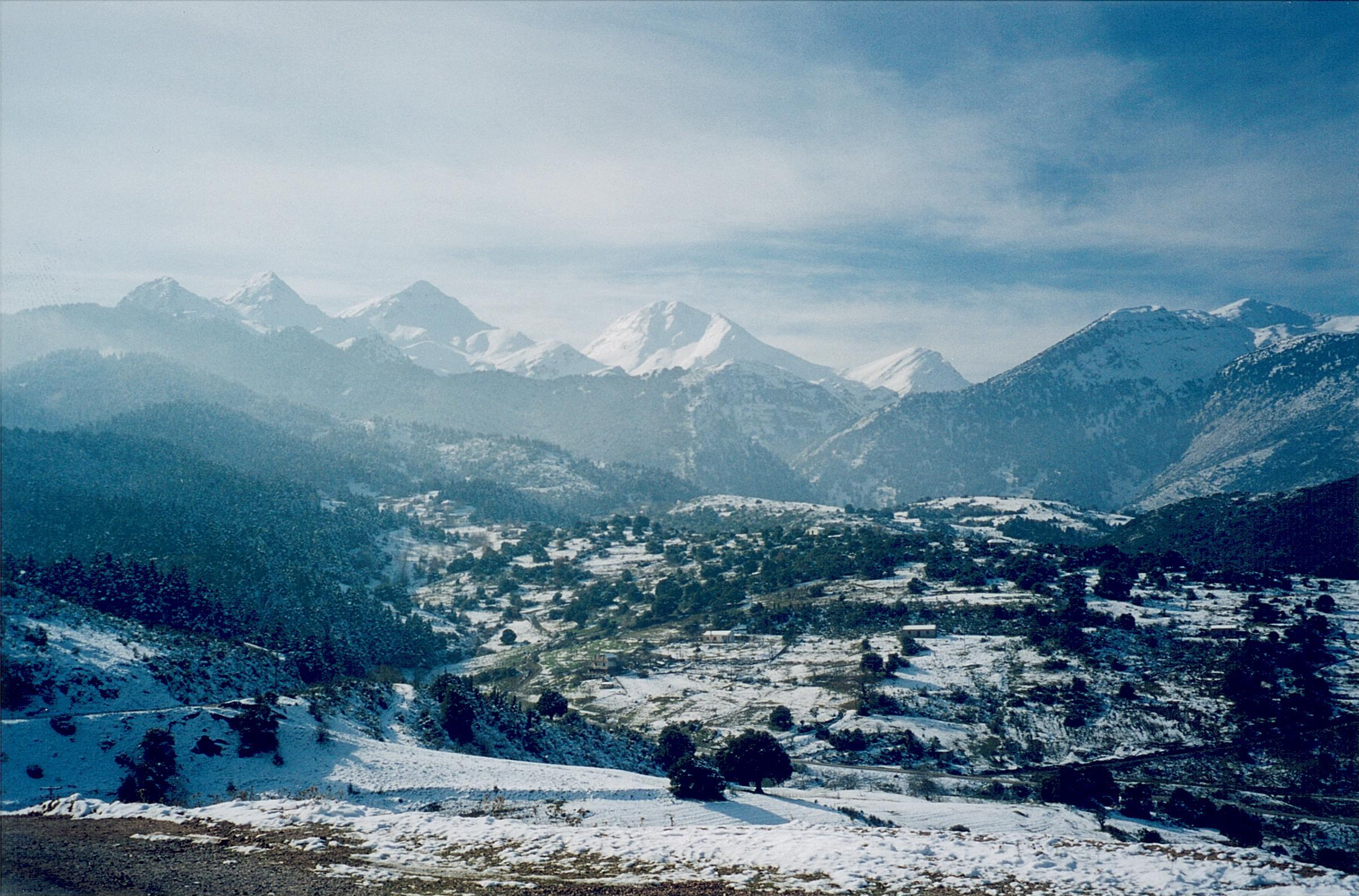
에리만토스산

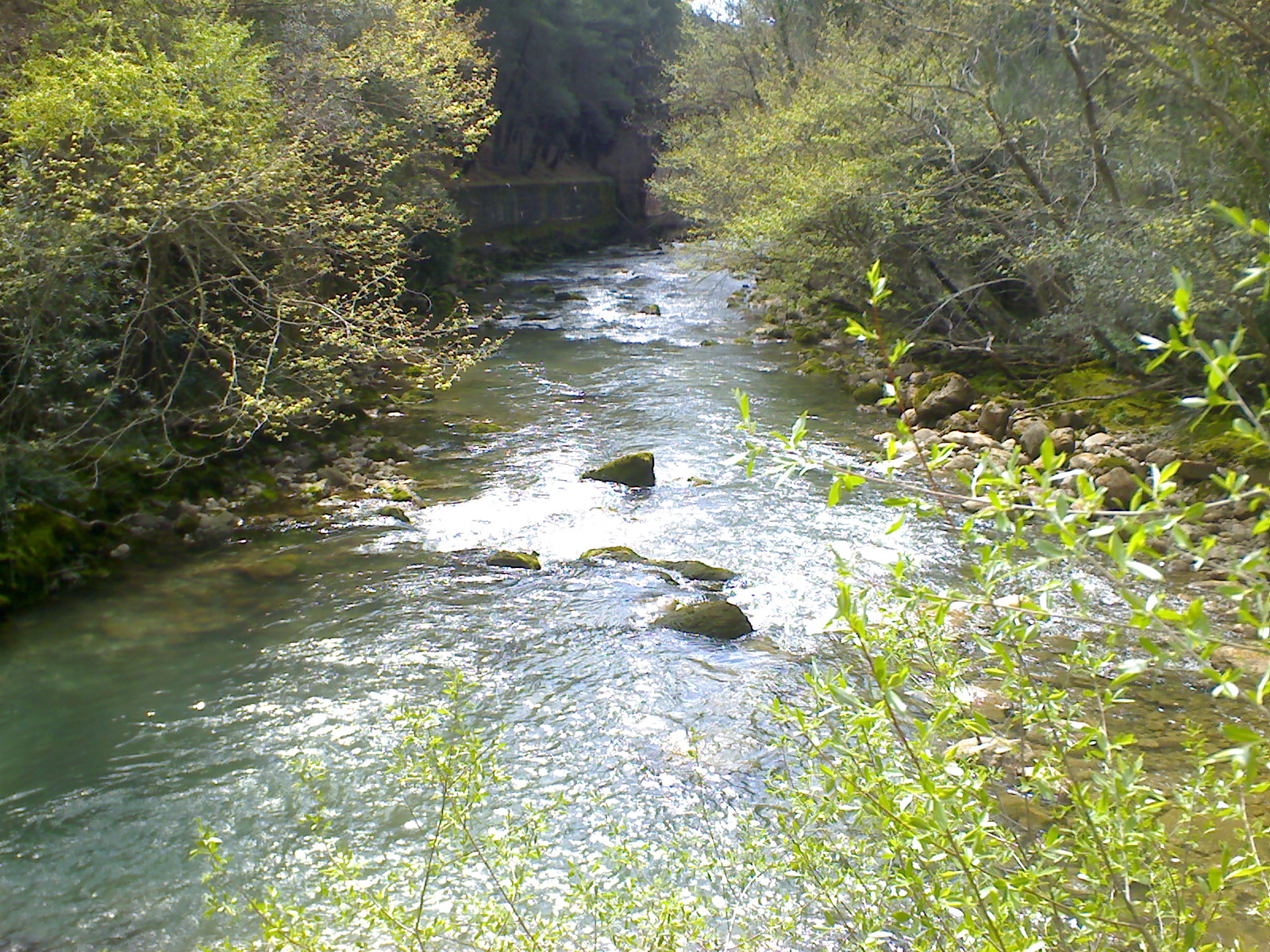
라돈강

아하이아는 서쪽과 남서쪽으로는 일리아, 남쪽으로는 아르카디아현, 동쪽과 남동쪽으로는 코린티아와 접하고 있다. 코린토스만이 아하이아 북동쪽에, 파트라만이 북서쪽에 있다. 아하이아에서 가장 높은 산은 아니지만 파나하이코산(높이 1,926m)이 파트라 인근 해안 지역을 내려다보고 있다. 아로니아산(높이 2,341m)과 에리만토스산(높이 2,224m)과 같이 높은 산들은 남쪽에서 찾아볼 수 있다. 아하이아에 다른 산맥들에는 스콜리스산, 옴플로스산, 콤보부니산, 모브리산들이 있다. 서쪽에서 동쪽으로 흘러내려오는 아하이아의 주요 강들에는 라리소스강, 티테우스강, 페이로스강, 하라드로스강, 셀리눈다스강, 부라이코스강이 있다. 서쪽 끝 지역을 포함한 평야 지대에 일부가 존재하지만, 숲의 대부분은 산악 지역에 있다. 중간 고지 일대에는 목초지이고 고지대는 불모지이다.

## 기후
아하이아는 더운 여름과 온난한 겨울 날씨를 띠고 있다. 여름 기간에는 맑은 날이 아하이아 해안 인근 지역에 만연하지만, 산악 지역에서는 구름이 끼고 비가 온다. 눈은 겨울철 에리만토스산, 파나카이코산, 아로아니아산에서는 매우 흔하다. 겨울 기간 저지대의 온도는 평균 10°C 정도이다.

## 행정

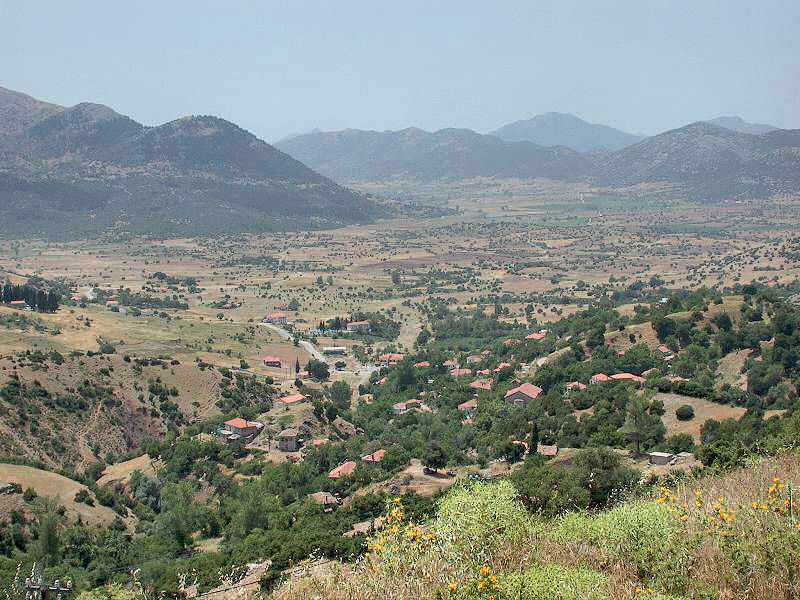
카스트리아 북쪽, 카토 로우시(Kato Lousi) 마을 인근의 카르스트 (Karst) 평원.

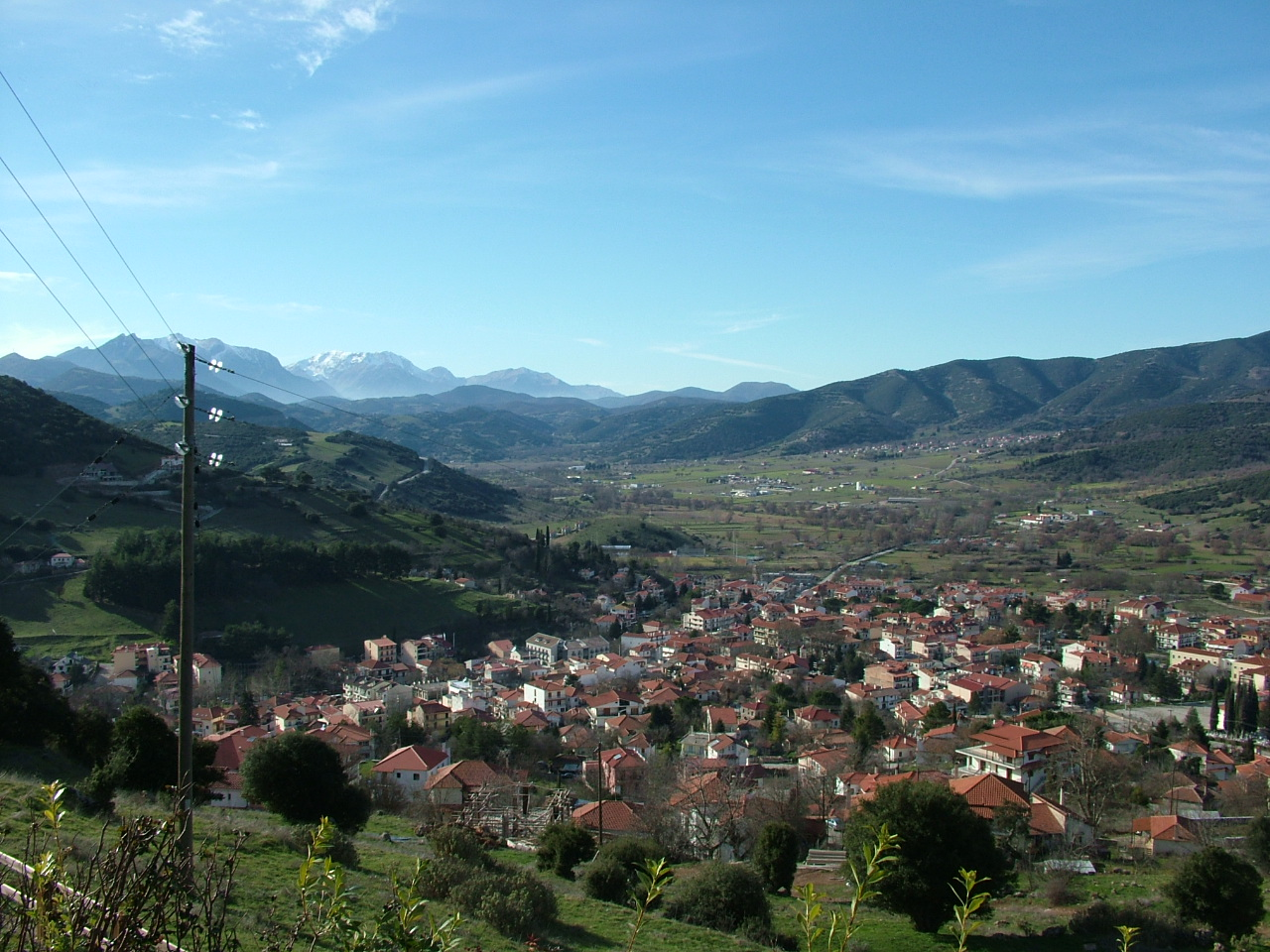
칼라브리타

아하이아의 행정 구역은 다음과 같이 5개의 자치 지역으로 나뉜다. (정보 상자 내에 있는 지도에 쓰여진 숫자):
- 에얄리아 (2)
- 에리만토스 (4)
- 칼라브리타 (5)
- 파트라 (1)
- 서아하이아 (3)

### 지방 행정 구역
2011년 칼리크라티스 개혁의 일환으로, 아하이아의 행정 구역이 옛 아하이아 현(그리스어: Νομός Αχαΐας)의 모습으로 만들어졌다. 현은 현재의 지방 구역과 같은 범위를 지녔지만, 지방 자치제는 아래에 표 같이 재편성되었다.
| 신설 지방 자치제              | 옛 지방 자치제 | 중심지       |
| ----------------------------- | -------------- | ------------ |
| 에얄리아                      | 에이라         | 에요         |
| 에얄리아                      | 에요           | 에요         |
| 에얄리아                      | 아크라타       | 에요         |
| 에얄리아                      | 디아코프토     | 에요         |
| 에얄리아                      | 에리네오스     | 에요         |
| 에얄리아                      | 심볼리티아     | 에요         |
| 에리만토스                    | 파레스         | 할란드리차   |
| 에리만토스                    | 칼렌지         | 할란드리차   |
| 에리만토스                    | 레온티오       | 할란드리차   |
| 에리만토스                    | 트리테아       | 할란드리차   |
| 칼라브리타                    | 칼라브리타     | 칼라브리타   |
| 칼라브리타                    | 아로아니아     | 칼라브리타   |
| 칼라브리타                    | 클리토리아     | 칼라브리타   |
| 칼라브리타                    | 파이온         | 칼라브리타   |
| 파트라                        | 파트라         | 파트라       |
| 파트라                        | 브라흐나이카   | 파트라       |
| 파트라                        | 메사티다       | 파트라       |
| 파트라                        | 파랄리아       | 파트라       |
| 파트라                        | 리오           | 파트라       |
| 서부 아하이아 (Dytiki Achaia) | 디미           | 카토아하이아 |
| 서부 아하이아 (Dytiki Achaia) | 라리소스       | 카토아하이아 |
| 서부 아하이아 (Dytiki Achaia) | 모브리         | 카토아하이아 |
| 서부 아하이아 (Dytiki Achaia) | 올레니아       | 카토아하이아 |

## 역사

### 고전 고대

고대 펠로폰네소스반도 지도.

아카이아 동맹은 기원전 280/281년에 결성된 헬레니즘 시대 아카이아 지역 도시 국가들의 연합이다. 시간이 흘러 펠로폰네소스반도의 대부분이 포함될만큼 성장했으나, 마케도니아가 아카이아를 지배하면서 많이 약화된다.
기원전 2세기에 로마에게 마케도니아가 패배하자, 아카이아 동맹은 마침내 매우 약화된 스파르타를 쓰러트릴 수 있었고 펠로폰네소스반도 전역을 장악한다. 하지만 이 지역에서 로마의 영향력이 커져감에 따라, 아카이아 동맹은 로마의 지배에 맞서 아카이아 전쟁이라고 알려진 대대적인 반란을 일으켰다. 아카이아인들은 코린토스 전투에서 패배했고, 아카이아 동맹은 해체당한다.
서기 51/52년에 아카이아 총독 루키우스 유니우스 갈리오 안나이아누스가 코린토스에서 사도 파울로스의 재판을 주관했다. 이 사건은 성서의 사도 행전에 명확히 기록되어 있다.

### 중세와 현대사

900년경 비잔티움령 그리스

서유럽인의 지배 시기 지도에 아카이아 공국.

아하이아는 서로마 제국 멸망 후 비잔티움 제국의 속주로 남았다, 6, 7세기에 슬라브족이 펠로폰네소스반도에 침입했고, 그리하여 아하이아 일부에 정착했다. 9세기경에, 펠로폰네소스반도 전역이 다시 비잔티움의 지배권으로 들어왔다.  그러나, 제4차 십자군 전쟁으로 몇몇 십자군 국가들이 그리스에 세워졌다. 그 중 하나는 1205년에 건국된 아카이아 공국으로, 전통적인 아하이아 지역보다는 로마 속주 때처럼 더 많은 부분을 차지했다. 아하이아는 1430년에 비잔티움 제국이 되찾았고, 모레아 전제공국의 일부가 되었다.
모레아 전제공국은 1460년 오스만 제국에게 멸망한다. 모레아 전쟁 중에 베네치아 공화국은 1687년에 아하이아를 차지하여 1715년까지 보유하다가, 오스만에게 펠로폰네소스반도를 탈환당한다. 오스만 지배하에서, 아하이아는 모레아 에야레트의 일부가 됐다.
그리스 독립 전쟁 때, 에요는 그리스가 해방시킨 최초의 도시들 중 하나였고 1821년 말 쯤에는 아하이아 전역이 해방되었다. 아하이아는 카나리스, 자이미스, 루포스를 포함한 독립 인사들과 안드레아스 미할라코풀로스를 포함한 그리스 수상들을 배출해냈다.
그리스의 독립 당시 최초의 행정 구분에서, 아하이아는 아하이아 일리아현의 일부였다. 이 행정 구역은 1899년에 아하이아현과 일리아현으로 나뉘었다. 아하이아와 일리아는 1909년에 다시 합쳐졌다가 1930년에 다시 분리되었다.
아하이아는 1919년-1922년 그리스 터키 전쟁 기간 소아시아에서 건너온 난민의 유입을 겪었다. 만여 명의 난민들은 파트라의 교외지와 해안가에 위치한 많은 마을에 있는 난민 캠프로 이전되었다. 그 캠프 중 하나는 프로스피이카라 이름 붙여졌다.

## 인구

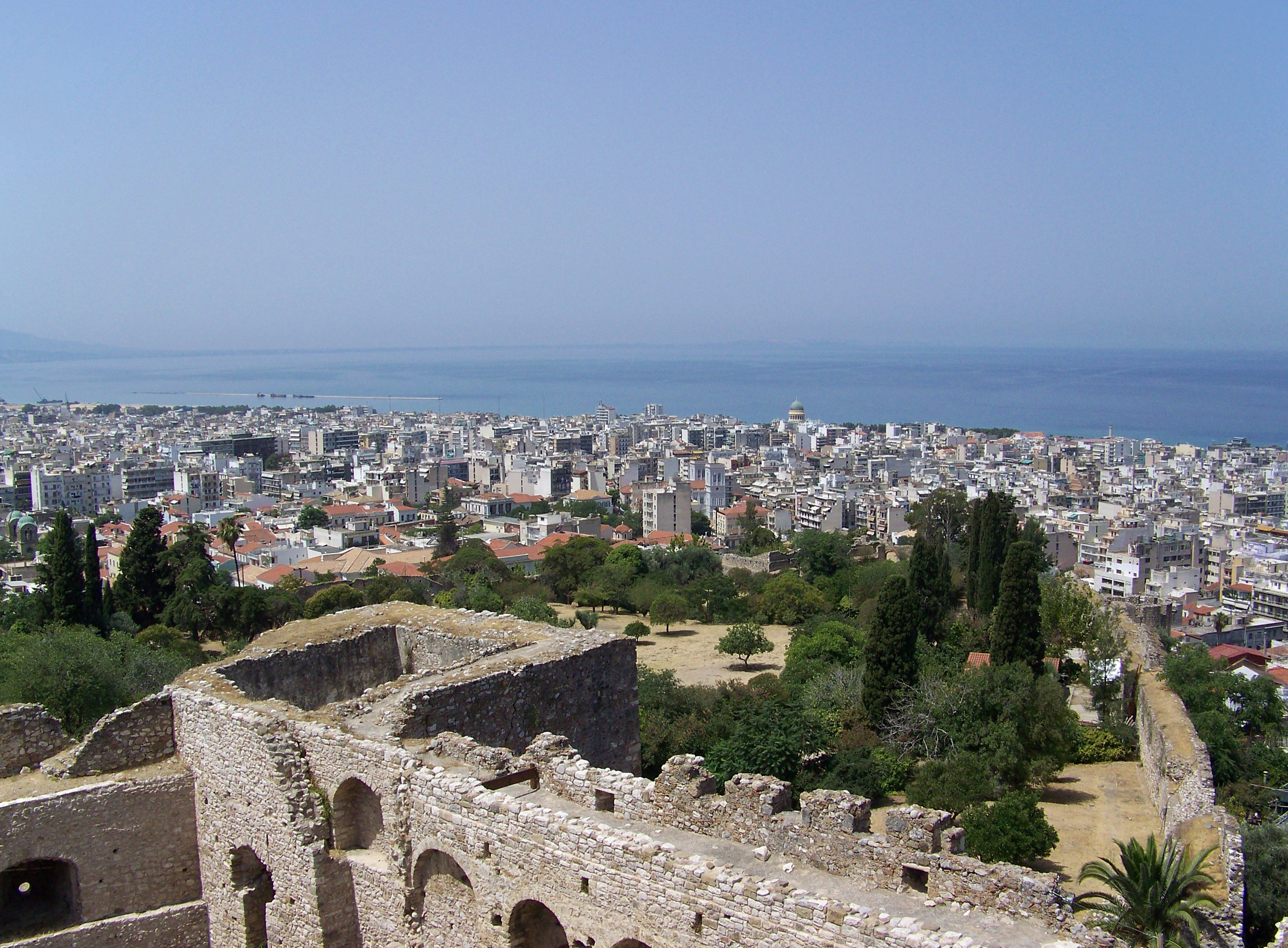
파트라

오늘날 아하이아는 펠로폰네소스반도 인구 3분에 1이 위치해있다. 아하이아의 현도인 파트라는 아테네-피레아스와  테살로니키 다음으로 그리스에서 세 번째로 큰 도시이다. 아하이아 인구 3분에 2는 파트라 인근에서 거주하며, 파트라 도시 내에는 그 중 절반 보다 많은 숫자가 거주한다. 주요 산업 지역도 파트라 주변이다.

### 주요 마을과 도시
아하이아의 주요 도시들과 마을은 다음과 같다(2011년 인구 조사에서 매김):
- 파트라 169,034면
- 에요 20,664명
- 카토 아하이아 6,880명

## 문화

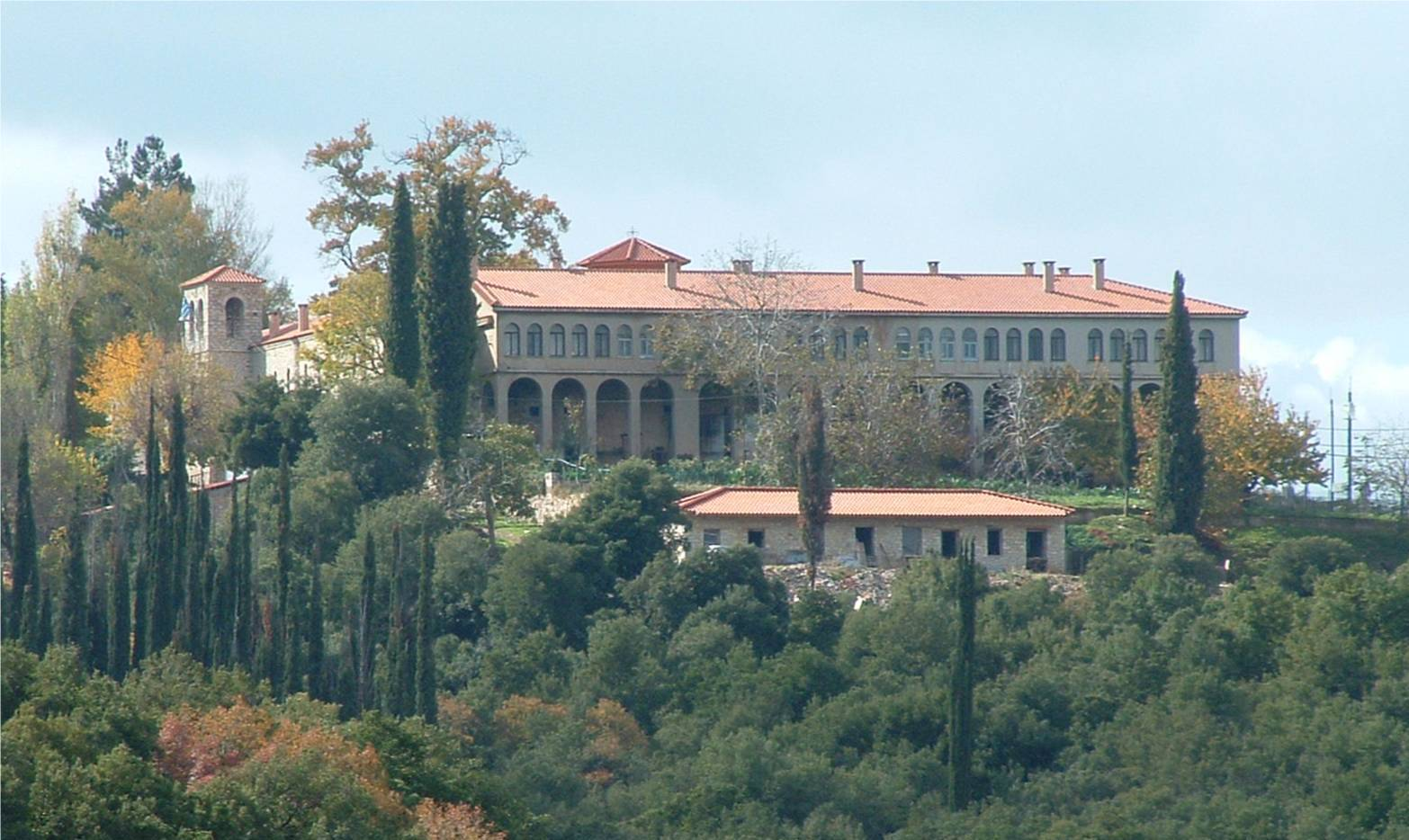
아기아 라브라 수도원

아기아 라브라 수도원은 언덕 정상에 있는 칼라브리타에서 서쪽 몇 킬로미터 정도 떨어진 거리에 있다. 동쪽으로 12- 20 km 정도 떨어진 거리에 안쪽에 호수가 있는 동굴 호수가 있으며, 길이는 300m에서 500m 정도이다.
아하이아의 산악에는 아리스타르코스(고대 그리스의 천문학자인 사모스의 아리스타르코스의 이름에서 붙여짐)라는 이름에 그리스에서 가장 최신 천체 망원경이 있고 국립 아테네 관측소가 운용한다. 길이가 30 km에 달하는 좁은 광궤철도가 운행되고 있으며, 주로 관광 목적으로 활용되고 있다. 열차는 칼라브리타 인근에서 운행되어 디아코프토에서 끝난다.

## 경제
파트라는 그리스의 주요 산업과 상업 중심지 가운데 한 곳이다. 테메니는 생수 아브라(Άυρα)가 생산되는 곳이다. 코카콜라 컴퍼니의 계열사인 트리아 엡실론이 소유하고 있다. 리오 인근에 소규모 석유 정제소가 있다.

## 대중교통

### 도로
대도시간 버스 대중교통은 KTEL 아카이아가 운영하고 있다. 주요 버스 터미널은 파트라에 있다.
주요 고속도로:
- 이오니아 오도스 (E55의 일부인 A5): 리오 - 안티리오 - 아르타 - 이오아니아
- 그리스 국도 8:  아테네 - 코린티아 - 리오 - 파트라를 연결하는 옛 도로
- 그리스 국도 8A (E55와 E65의 일부): 아테네 - 코린티아 - 리오 - 파트라
- 그리스 국도 9 (E55의 일부): 파트라 - 피르고스 - 키파리시아 - 필로스
- 그리스 국도 31: 에요 - 칼라브리타
- 그리스 국도 33: 파트라 - 트리테아 - 람피아 - 레비디

### 철도
아하이아는 아테네 - 코린티아 - 에요 - 파트라 - 피르고스 - 키파리시아를 연결하는 피레아스, 아테네, 펠로폰네소스 철도선을 통해 코린티아, 일이아, 아티카와 연결되어있다. 파트라 - 키파리시아 선의 여객 수송은 2011년 이후로 중지되었다. 디아코프토–칼라브리타 철도는 랙식 철도이며, 마찬가지로 여객 수송을 제공하고 있다.

## 출신 인물
- 악토르 : 신화 인물
- 알렉손 : 고대 인물
- 티몰레온 암블라스 : 작가
- 앙키알로스 : 신화 인물
- 디미트리오스 안드리코풀로스-부카우리스 : 파트라 시장
- 안테이아 : 신화 인물
- 아르기라 : 신화 인물
- 아우토노오스 : 고대 인물
- 볼리나 :고대 인물
- 아카이아의 브리손 :고대 인물
- 아나스타시오스 하랄람비스 : 군사령관 및 1922년 총리.
- 바실리오스 흐리스토풀로스 : 예술가
- 다니엘리스 : 고대 인물
- 코스타스 다부를리스 : 축구 선수
- 테오도로스 딜리얀니스 : 그리스 총리
- 이오아니스 디아키디스
- 레나 도르 : 배우
- 디마스 : 고대 인물
- 에페라투스 : 고대 인물
- 에우리필로스
- 스피로스 포카스 : 배우
- 아시마키스 포틸라스 : 혁명 지도자
- 파나요타키스 포틸라스 : 혁명 지도자
- 요르고스 야니아스 : 혁명 지도자
- 디미트리오스 구나리스 : 그리스 총리
- 헤리케 : 고대 왕비
- 이온 : 신화 인물
- 안도니오스 칼라모그다르티스 : 혁명 지도자
- 아타나시오스 카나카리스-루포스 : 혁명 지도자
- 파나요티스 카라자스 : 혁명 지도자
- 코스타스 카추라니스 : 축구 선수 - 유럽 선수권 대회 우승 (유로 2004)
- 콘스탄디노스 콘스탄도풀로스 : 파트라 시장 및 그리스 총리
- 안드레아스 콘도구리스 : 혁명 지도자
- 니콜라오스 콘도풀로스
- 크리스토스 라스카리스
- 아프로디티 라우타리 : 배우
- 디미트리어스 막시모스
- 바실리스 마크리스 : 예술가
- 메모스 마크리스 : 예술가
- 디미트리오스 막시모스 : 그리스 총리
- 안드레아스 미할라코풀로스 : 그리스 총리
- 안드레아스 미크루치코스
- 베티 모스호나 : 배우
- 몰루로스 : 고대 인물
- 타노스 미크루치코스 : 작곡가, 전직 문화부 장관
- 미스켈로스
- 코스티스 팔라마스 : 시인
- 요르요스 파판드레우 : 그리스 총리
- 요르요스 파파도풀로스 : 그리스 군사 정권 지도자
- 요르요스 파판드레우 (역사가) : 역사가 및 언어학자
- 아나그노스티스 페티메자스 : 혁명 지도자
- 콘스탄티노스 페티메자스 : 혁명 지도자
- 콘스탄티스 페티메자스 : 혁명 지도자
- 니콜라오스 페티메자스
- 앙겔로스 루포스
- 베니젤로스 루포스 : 그리스 총리
- 이오아니스 루포스
- 셀레모스 : 신화 인물
- 파나요티스 스카요풀로
- 소크라티스 스카르치스 : 시인
- 콘스탄티노스 스쿠를레티스 : 파트라 시장
- 마르코스 스클리바니오티스
- 아카이아의 소크라테스 : 고대 인물
- 디메의 소스크라토스 : 고대 인물
- 펠레네의 소스크라토스 : 고대 그리스 올림픽 출전 선수
- 콘스탄티노스 스테파노풀로스 : 그리스 대통령
- 에파미논다스 토모풀로스
- 디미트리오스 토팔로스 : 올림픽 출전 선수
- 스피리돈 바실리아디 : 시인
- 크세노폰 베리키오스
- 디미트리오스 보치스 : 파트라 시장
- 스피로스 브레토스 : 시인
- 알렉산드로스 제미스 : 그리스 총리 및 대통령